# 17222 Perlmutter
A 17222 Perlmutter (ideiglenes jelöléssel 2000 CU44) a Naprendszer kisbolygóövében található aszteroida. A LINEAR projekt keretében fedezték fel 2000. február 2-án.